# Dobrogost Baranowski
Dobrogost Baranowski (Jerzykowski, Irzykowski) herbu Ostoja (zm. po 1597) – dziedzic w Kozarzewie, burgrabia ziemski koniński.

## Życiorys
Dobrogost Baranowski (czasem Jerzykowski, Irzykowski) należał do rodu Ostojów (według Bonieckiego). Pochodził z rodziny wywodzącej się z Jerzykowa (koło Pobiedzisk). Nazwisko Baranowski utworzone zostało od Baranowa (obecnie w gminie Mosina), gniazda Baranowskich herbu Łodzia, z którymi Jerzykowscy byli spokrewnieni po kądzieli. Pierwszym, który używał czasem nazwisko Baranowski był ojciec Dobrogosta - Wojciech Jerzykowski, właściciel części wsi Kozarzew, Gorazdowo i Borkowo. Matką Dobrogosta Baranowskiego była Katarzyna Iwieńska. Wstąpił w związek małżeński z Anną Łowicką, córką Macieja i Jadwigi z Dobrosołowskich. Miał z nią dwóch synów - Jana i Wojciecha. Dziedziczył po ojcu dobra w Kozarzewie. W roku 1584 kupił za 500 zł od brata przyrodniego Piotra jego część w Kozarzewie. Dobrogost Baranowski w roku 1578 złożył przysięgę na urząd burgrabiego ziemskiego konińskiego. Urząd ten sprawował do śmierci, która nastąpiła między 1597 a 1601 rokiem.